# Richard Siken
Richard Siken (15 de fevereiro de 1967) é um poeta, pintor e cineasta estadunidense. 
Ele é autor da coleção de poemas Crush (Yale University Press, 2005), condecorado com o Yale Series of Younger Poets Competition em 2005. Seu segundo livro de poemas, War of the Foxes, foi publicado pela Copper Canyon Press, em 2015.

## Formação Acadêmica
Siken nasceu em Nova York. Ele estudou e recebeu um bacharelado em psicologia e, posteriormente, um mestrado em belas artes em poesia pela Universidade do Arizona.

## Carreira
Em 2001, Siken co-fundou a Spork Press, onde trabalha como editor.
Siken recebeu uma Bolsa de Literatura em Poesia do National Endowment for the Arts. Seu livro Crush foi premiado com o Prêmio Literário Lambda, na categoria "Poesia de Homens Gays", em 2005, e o Prêmio Thom Gunn, da Publishing Triangle. A morte de seu namorado, em 1991, influenciou a escrita do livro.
O livro de Siken, War of the Foxes, recebeu duas residências literárias do Programa de Residência Lannan, em 2007 e 2014.
Siken atualmente mora em Tucson, Arizona. Em 19 de março de 2019, ele relatou em seu Facebook que havia sofrido um derrame. Em 4 de dezembro de 2020, ele publicou no portal poets.org seu primeiro poema pós-AVC, Real Estate.

## Prêmios
- Yale Series of Younger Poets Competition, 2004, por Crush[1]
- National Book Critics Circle Award, 2005, finalista[8]
- Prêmio Literário Lambda, 2006[9]
- Prêmio Thom Gunn, 2006[10]
- Programa de Residência Lannan, outono de 2007[11]
- Programa de Residência Lannan, primavera de 2014[12]
- Pushcart Prize
- Bolsa literária do National Endowment for the Arts

## Ligações Externas
- Website oficial
- Perfil de Richard Siken da revista Poetry